# Yeavering
Yeavering est un hameau du Northumberland, en Angleterre. Il est situé dans le nord du comté, sur la rivière Glen, à la limite nord des monts Cheviot. Administrativement, il relève de la paroisse civile de Kirknewton.

## Histoire
Les fouilles menées près de Yeavering dans les années 1950 par l'archéologue Brian Hope-Taylor (en) ont permis de mettre au jour une grande halle de la période anglo-saxonne. Elle est couramment identifiée au site de Ad Gefrin mentionné dans l'Histoire ecclésiastique du peuple anglais de Bède le Vénérable. Bède rapporte qu'en 626, le moine Paulin se rend à Ad Gefrin avec le roi de Northumbrie Edwin pour procéder au baptême de nombreux habitants de son royaume lors d'une cérémonie qui dure trente-six jours,.
Les objets retrouvés sur le site permettent d'affirmer qu'il est en usage à partir de la fin du VIe siècle. Le faible nombre de détritus suggère qu'il n'est occupé que de manière épisodique et qu'il ne s'agit pas d'une résidence permanente des rois de Northumbrie. Le palais de Yeavering est abandonné vers le milieu du VIIe siècle, l'un des objets découverts dans un bâtiment tardif étant une fausse pièce mérovingienne datée des alentours de la décennie 630-640. Bède, qui écrit en 731, note que le palais de Yeavering est abandonné par les successeurs d'Edwin au profit d'une nouvelle résidence à Mælmin.